# Militär-Flugzeugführer-Abzeichen
Militär-Flugzeugführer-Abzeichen werd op 27 januari 1913 keizer Wilhelm II van Duitsland ingesteld. Het kon worden toegekend aan officieren, onderofficieren en manschappen. 
„die nach Ablegung der beiden vorgeschriebenen Prüfungen für Flugzeugführer und nach Vollendung ihrer Ausbildung auf einer Militär-Fliegerstation das von der Inspektion des Militär-Luft- und Kraft-Fahrtwesens auszustellende Befähigungszeugnis als Militär-Flugzeugführer erworben haben.“
„Na het behalen van de twee voorgeschreven examens voor piloot, en na voltooiing van hun opleiding aan een militaire vliegschool die door de militaire inspectie voor lucht- en landtransport, af te geven bewijs van beroepsbekwaamheid als militair vlieger heeft behaald.“

## Draagwijze
De onderscheiding werd als Steckkreuz op de linkerborstzak gedragen, net onder het IJzeren Kruis 1914, 1ste Klasse of een daaraan gelijkwaardige militaire onderscheiding. 

## Bekende dragers van het Militär-Flugzeugführer-Abzeichen
- Wilhelm Bittrich
- Bruno Loerzer
- Wolfram von Richthofen
- Hugo Sperrle
- Erhard Milch
- Werner Lorenz
- Wolfram von Richthofen

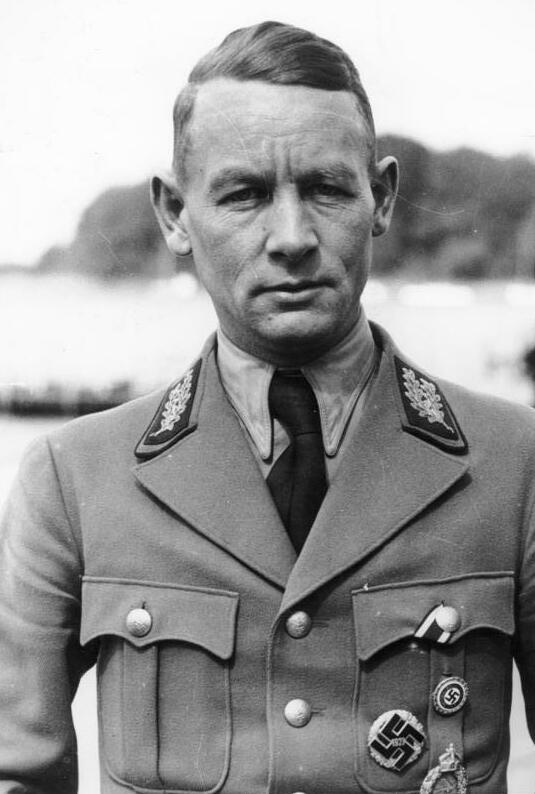
Gauleiter Friedrich Karl Florian
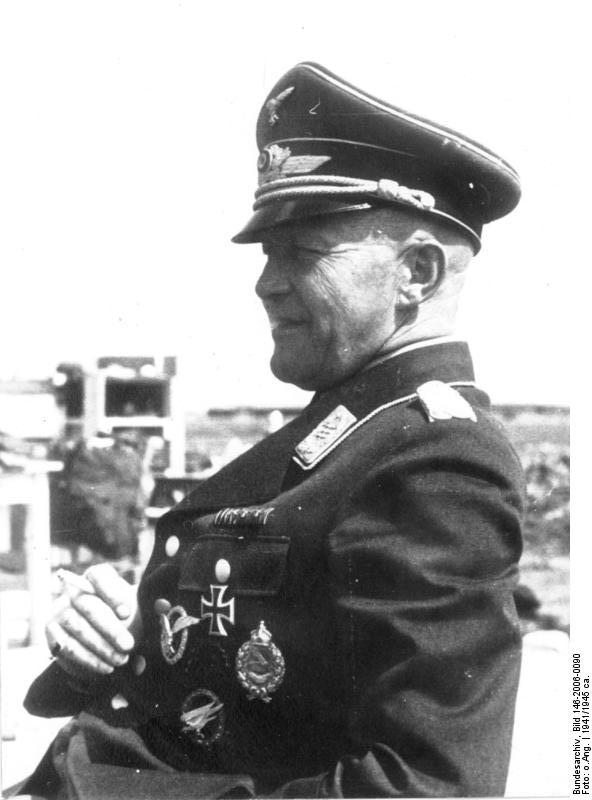
Oberst Alfred Sturm
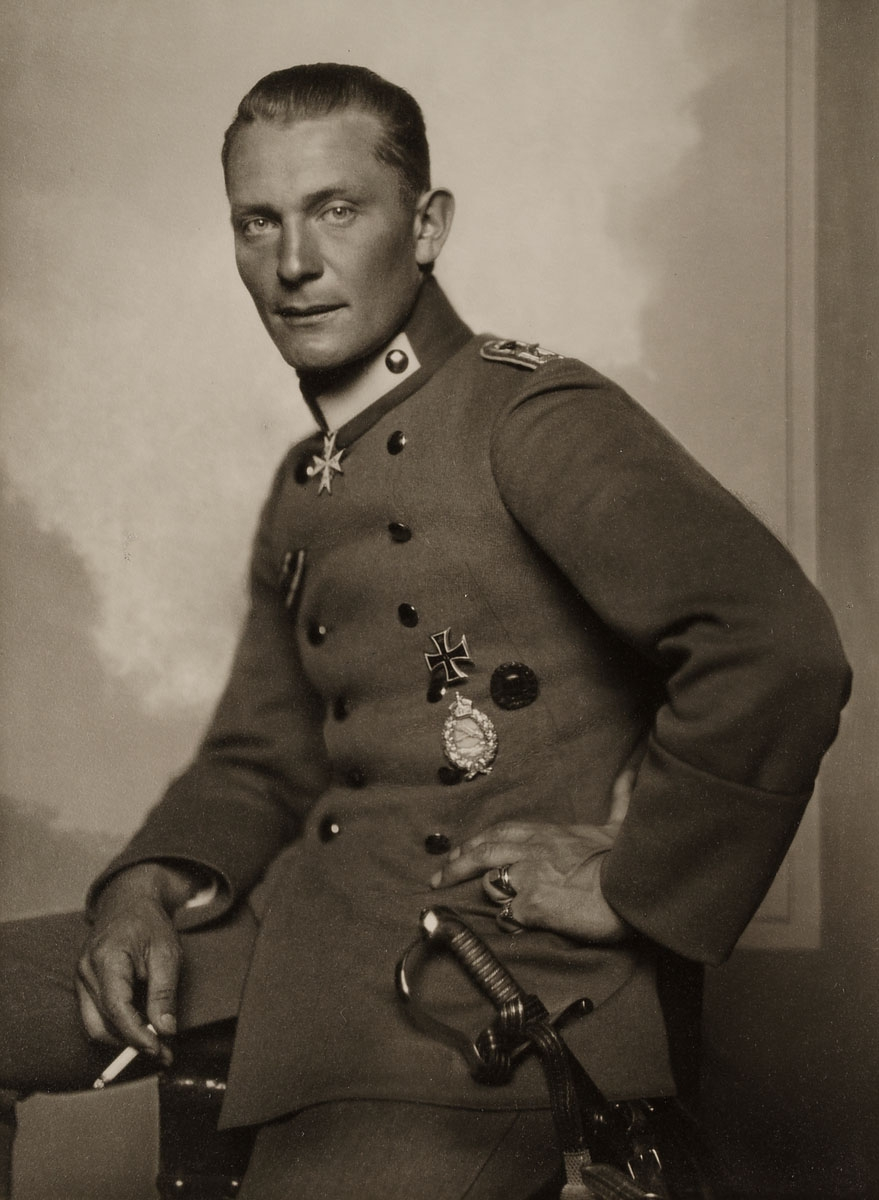
De jonge Hermann Göring